# Всемирная история
Всемирная история, всеобщая история, история человечества, человеческая история — история людей в целом, то есть всех человеческих народов, культур, стран и цивилизаций и обществ. Охватывает время от доисторического периода включительно (периода до начала письменной истории — истории в узком смысле) до настоящего времени. Всемирная история в зависимости от общих отличительных особенностей условно делится на ряд хронологических периодов.
Человек современной анатомии (лат. Homo sapiens sapiens) сформировался около 300 000 лет назад на территории Африки, эволюционировав из Гейдельбергского человека (или же Родезийского человека), после чего мигрировал из Африки, постепенно заменяя других архаичных людей или смешиваясь с ними. Изначально люди были охотниками и собирателями. К концу последнего периода оледенения 12 тысяч лет назад люди распространились по большей части суши, за исключением Антарктиды.
Неолитическая революция, впервые произошедшая в Западной Азии, привела к распространению оседлых сообществ, перешедших от кочевого образа жизни (скотоводство и собирательство) к земледелию. Переход к земледелию способствовал появлению избыточного продукта, потребляемого людьми, не занятыми в процессе производства продуктов питания, а также используемого для обмена с другими обществами. Появление избыточного продукта и высвобождение людей, не занятых производством пищи стало началом долго процесса общественного развития, привело к возникновению вначале ранжированного, затем стратифицированного и, наконец, классового общества.
Эти события проложили путь к последующему появлению ранних цивилизаций в Месопотамии, Египте, долине Инда и Древний Китай, что считается началом древнего периода истории примерно в 3500 году до н. э. Первые цивилизации изобрели письменность, позволившую передавать знания из поколения в поколение на материальных носителях, что, среди прочих факторов, стимулировало развитие многообразных ремёсел, разделение труда и расслоение общества на классы. За появлением письменности следовала  вначале нерегулярная, но позднее систематическая письменная фиксация событий, что означает начало письменной истории. Цивилизации создавали региональные империи и стали основой развития известных до настоящего времени философских и религиозных идей в рамках таких систем как индуизм конца бронзового века, позднее буддизм, конфуцианство, греческая философия, джайнизм, иудаизм, даосизм, зороастризм.
Падение Римской империи в Европе рассматривается как конец античной эпохи и начало Средневековья. Последний термин применим в основном к истории Европы и Ближнего Востока. Для мировой истории в западной историографии применяется термин постклассический период, примерно с 500 по 1500 года н. э. В это время происходит распространение двух созданных на основе иудаизма монотеистических религий, ставших впоследствии крупнейшими мировыми религиями — христианства (начало развиваться в Иудее в I веке, окончательно сложилось во III—IV веках в Римской империи) и ислама (возник в VII веке в Аравии). В то же время цивилизация распространялась на другие части мира и между обществами рос объём торговли. Эти события сопровождались подъёмом и упадком крупных империй, таких как Византийская империя, Арабский халифат, Монгольская империя и различные китайские империи.
Изобретение пороха и печатного станка в этот период оказало большое влияние на последующую историю. В период раннего Нового времени, примерно с 1500 по 1800 год н. э., европейские державы исследовали и колонизировали многие регионы по всему земному шару, усиливая культурный и экономический обмен. В эту эпоху в Европе под воздействием эксплуатации колоний, трансконтинентальной торговли и новых открытий наблюдался значительный интеллектуальный, культурный и технологический прогресс, происходили культурное Возрождение, Реформация в Германии, давшая начало протестантизму, научная революция и Просвещение. К XVIII веку накопление знаний и технологий достигло критической массы, что привело к промышленной революции, существенной для Великого расхождения, и началу современного периода, около 1800 года н. э.
Быстрый рост производительных сил ещё больше увеличил международную торговлю и колонизацию, связав различные цивилизации в процессе глобализации и закрепив европейское господство, продолжавшееся на протяжении всего XIX века. Получили высокое развитие наука, медицина, технология и торговля, что позволило создать мировую экономику и существенно повысить уровень и качество жизни; это, в свою очередь, привело к быстрому росту населения мира. В то же время развитие науки и техники в XX веке стали одними из причин двух мировых войн и сохраняющей угрозы глобальной ядерной войны.
Во второй половине XX века человечество приступило к освоению космического пространства, начало которому было положено запуском СССР первого спутника и первого космонавта, Юрия Гагарина, а также пилотируемыми полётами к Луне астронавтов США. В новейший период под воздействием человеческой деятельности усиливается ухудшение окружающей среды.
Историю человечества изучает ряд академических дисциплин, включая историческую науку, археологию, лингвистику, антропологию и генетику.
Понятие всеобщая история используется в исторической науке и практике преподавания истории как синоним понятия всемирная история, а также (в России, Германии и ряде др. стран) в отношении истории зарубежных стран. Всеобщей историей могут называть всесторонний обзор истории развития культуры, науки, техники либо их отдельных отраслей, например, всеобщая история литературы, искусства, кино, архитектуры, музыки, техники, государства и права.

## Доисторический период

### Эпоха палеолита

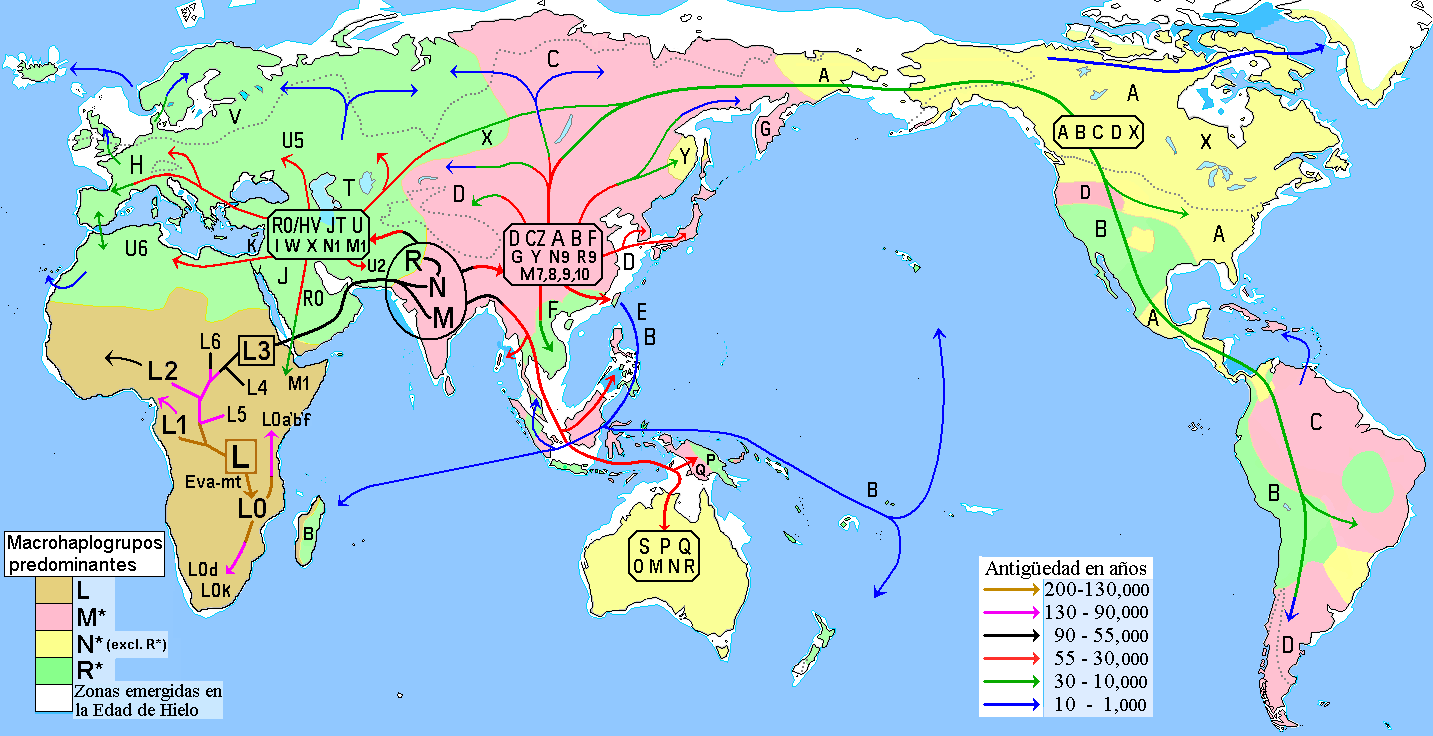
Карта раннего переселения народов, на основании митохондриальной популяционной генетики. Стрелки указывают на возраст в годах.

Зарождение современного Homo sapiens произошло в Африке в течение эпохи палеолита (др.-греч. παλαιός — «древний» и λίθος — «камень»), или древнекаменного века после долгого периода эволюции человека, что подтверждено наукой на основе генетических данных и изучения ископаемых останков. Предки людей, например Homo erectus, использовали простые орудия труда на протяжении миллионов лет, но с течением времени они становились значительно более сложными. Возникновение языка также произошло где-то в период палеолита, как и возникновение некоторых обычаев, включая систематическое захоронение мёртвых.
Первые признаки возникновения доисторического искусства также появились в этот период.
В течение палеолита все люди были охотниками и собирателями, что подразумевало в основном кочевой образ жизни.
Современный человек быстро распространился по земному шару из Африки по свободным от обледенения зонам Европы и Азии. Быстрая экспансия человечества в Северную Америку и Океанию имела место в условиях климата более поздней эпохи оледенения, когда умеренные ныне регионы были крайне негостеприимны. К концу ледникового периода (около 12 000 лет назад) человек заселил почти все свободные от обледенения территории земного шара.
Хотя сообщества охотников и собирателей были очень маленькими, всё же в некоторых случаях появилась социальная стратификация и могли быть возможными контакты между отдалёнными сообществами, как в случае «больших дорог» аборигенов Австралии.
В конечном счёте большинство сообществ охотников и собирателей развились или были поглощены большими сельскохозяйственными структурами. Те же сообщества, которые не перешли к земледелию и скотоводству, либо погибли, либо остались в изоляции, как в случае с небольшими племенами охотников и собирателей, которые сохранились в удалённых регионах мира до настоящего времени.

### Эпоха мезолита
Мезолит (др.-греч. μέσος — «средний» и λίθος — «камень»), или среднекаменный век — период развития человечества и технологии между периодами палеолита и неолита.
Мезолит начался с окончанием эпохи плейстоцена, около 10 000 лет назад, и закончился вступлением в эпоху сельского хозяйства (даты различаются в зависимости от географического региона). На некоторых территориях, таких как Ближний Восток, сельское хозяйство начало своё развитие уже в конце плейстоцена, для них период мезолита оказался коротким и практически незаметным. На территориях с ограниченным ледниковым влиянием иногда предпочитают термин «эпипалеолит».
Регионы, испытавшие большее экологическое воздействие в последний ледниковый период, имели намного более выраженную эру мезолита, продлившуюся тысячелетия. В Северной Европе человеческие сообщества были способны процветать на богатых источниках пищи болотистых местностей в условиях тёплого климата. Такие условия породили характерный образ жизни людей, который был сохранён в предметах материальных культур, таких как маглемозе и азильская культура. Эти условия также отсрочили наступление неолита по крайней мере до 4000 года до н. э. в Северной Европе.
Памятники этого периода немногочисленны и рассеяны, часто ограничены мусорными кучами.
На лесистых территориях появились первые признаки обезлесения, хотя этот процесс мог начаться только в раннем неолите, когда потребовалось большее пространство для сельскохозяйственной деятельности.
Мезолит характеризуется на большинстве территорий маленькими составными кремнёвыми инструментами — микролитами и микрорезцами. Рыболовные снасти, каменные тёсла и деревянные объекты, такие как каноэ и луки, были обнаружены лишь на некоторых территориях. Эти технологии, возникшие впервые в Африке, ассоциируются с азильской культурой. Затем они распространились в Европе, возможно, через иберо-мавританскую культуру Испании и Португалии, а также кебарскую культуру Палестины. Не исключено и независимое открытие данной технологии.

### Эпоха неолита
Неолит (др.-греч. νέος — «новый» и λίθος — «камень»), или новый каменный век, был периодом примитивного технологического и социального развития на завершающем этапе каменного века. Начавшись в 10-м тысячелетии до н. э., неолит сопровождался развитием ранних деревень, сельского хозяйства и одомашниванием животных.
Крупнейшее изменение, называемое рядом историков «сельскохозяйственной (неолитической) революцией», произошло приблизительно в 10-м тысячелетии до н. э. с освоением человеком сельского хозяйства. Первыми начали заниматься сельским хозяйством жители Ближнего Востока ок. 9500 лет до н. э. К 7-му тысячелетию до н. э. сельское хозяйство распространилось в долине Инда, к 6-му — в Древнем Египте, к 5-му — в Китае. Около 2700 лет до н. э. сельское хозяйство пришло в Мезоамерику.
Хотя внимание исследователей имеет тенденцию концентрироваться на средневосточном плодородном регионе, археологические находки в Южной и Северной Америке, Восточной Азии и Средней Азии показывают, что сельскохозяйственные системы, используя различные растения и животных, могли в некоторых случаях развиваться очень сходным образом.
Дальнейший прорыв в сельском хозяйстве на Среднем Востоке связан с развитием организованного орошения и с началом использования специализированной рабочей силы около 5500 лет до н. э. Сельскохозяйственные поселения до этого момента оставались почти полностью зависимыми от каменных орудий труда. Камень был вытеснен бронзой и железом в принадлежностях для сельского хозяйства и боевых действий позднее: в Евразии медные и бронзовые орудия труда, украшения и оружие стали обычными около 3000 лет до н. э. После бронзы Восточное Средиземноморье, Средний Восток и Китай вступили в эпоху железных орудий труда и оружия.
Американские племена, по-видимому, не имели металлических орудий труда вплоть до культуры чавин (IX век до н. э.). У мочика уже имелись металлическое оружие, ножи и посуда. Даже бедные металлами инки имели плуги с металлическими наконечниками по меньшей мере с момента завоевания Чимора. Хотя археологические исследования в Перу далеки от завершения и считается, что почти все кипу (приспособления для записи информации в форме узелкового письма, используемого инками) были сожжены в ходе завоевания Перу испанскими конкистадорами, тем не менее некоторые археологи предполагают, что сталь могла быть получена здесь задолго до того, как была открыта в Европе.
Колыбелью ранних цивилизаций стали долины рек, такие как долина Хуанхэ в Китае, долина Нила в Египте и долина Инда на полуострове Индостан. В то же время некоторые кочевые народы, такие как аборигены Австралии и Бушмены южной Африки, не занимались сельским хозяйством до относительно недавнего времени.
До 1800 года до н. э. большая часть человечества не принадлежала к обособленным государствам. Учёные расходятся во взглядах на то, следует ли применять термин «племя» к разновидности сообществ, в которых эти люди жили. Большая часть мира была территориями «племён» до тех пор, пока европейцы не начали колонизацию. Много племенных сообществ в Европе и в других местах трансформировались в государства, когда оказались под угрозой исчезновения или после нападения существующих государств. Например: маркоманны, Польша и Литва. Некоторые племена, такие как касситы и маньчжуры, были завоёваны государствами и поглощены ими.
Сельское хозяйство сделало возможным возникновение сложных сообществ — цивилизаций. Появились первые государства и рынки. Технологии расширили возможности людей взаимодействовать с природой, развивать транспорт и коммуникации.
Большинство историков прослеживают становление сложных религиозных культов с эпохи неолита. Религиозные убеждения в этот период обычно состояли в поклонении Небесной матери, Небесному отцу, Солнцу и Луне как божествам (см. также Культ солнца). Святилища совершенствовались и со временем превратились в церковные учреждения со сложной иерархией жрецов и жриц, других чиновников. Характерной для неолита была тенденция поклонения антропоморфным божествам.
Древнейшим произведением египетской религиозной и заупокойной литературы, дошедшим до нас, являются Тексты пирамид, созданные около 3100 года до н. э.

## Древний мир

### Государство и цивилизация
Сельскохозяйственная революция привела к значительным изменениям. Она позволила уплотнить население, которое со временем организовалось в государства. Существует множество определений термина «государство». Макс Вебер и Норберт Элиас определяют государство, как организацию людей, имеющих монополию на легитимное использование силы на определённой географической территории.

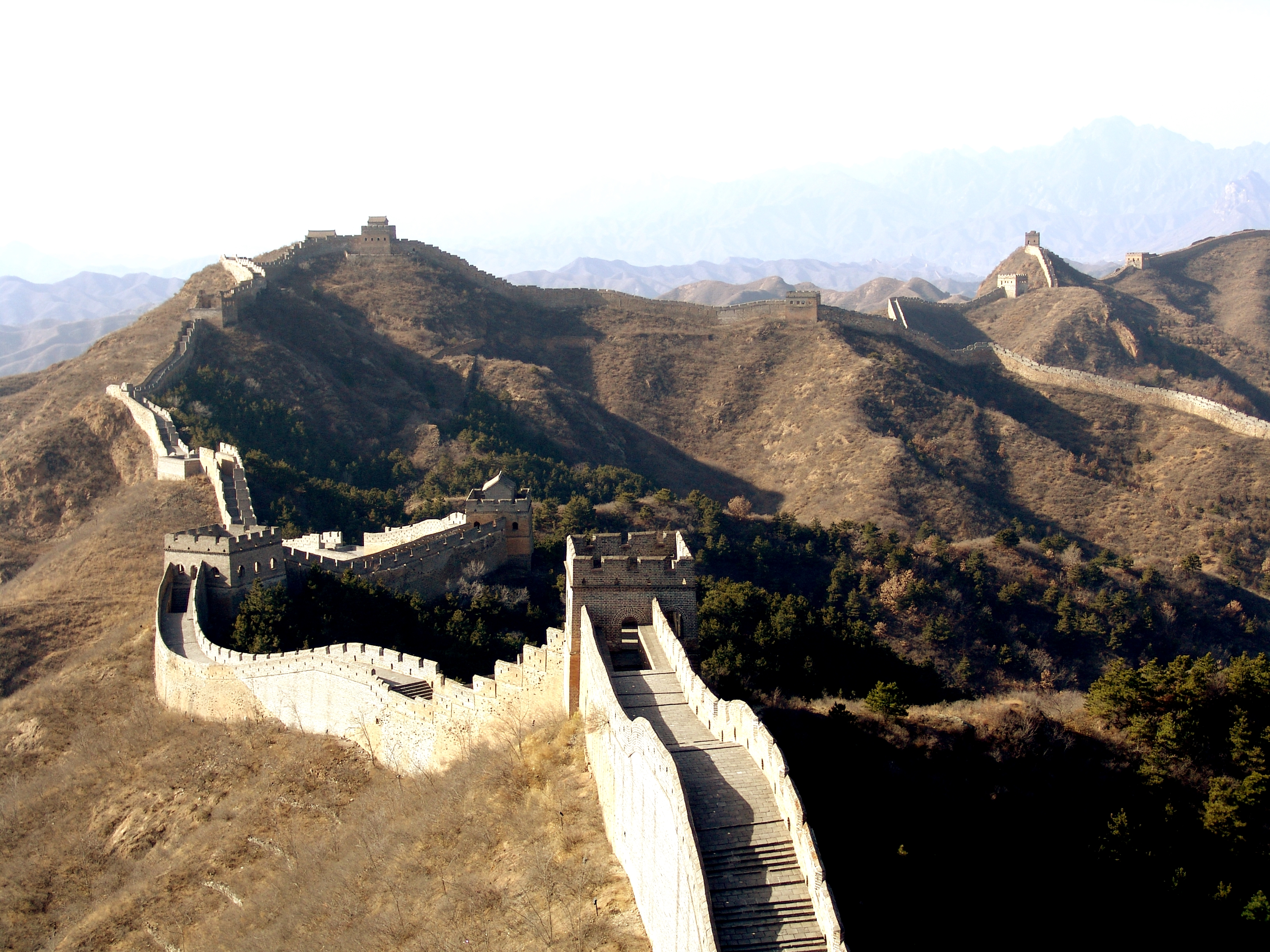
Границы опоясывают государства. Выдающийся пример — Великая китайская стена, которая протянулась на более чем 6700 км и была впервые воздвигнута в III веке до н. э. для защиты с севера от набегов кочевников. С тех пор она неоднократно перестраивалась и удлинялась.

Первые государства возникли в Месопотамии, Древнем Египте и Древней Индии в конце 4-го — начале 3-го тысячелетия до н. э. В Месопотамии возникло несколько городов-государств. Государство в Китае возникло в конце 3-го — начале 2-го тысячелетия до н. э.
Государство обычно нуждается в армии, необходимой для легитимного применения силы. Армия, в свою очередь, не обходится без поддерживающей её бюрократии.
Масштабные войны велись между государствами Среднего Востока. Около 1275 года до н. э. хетты и египтяне заключили Кадешский договор, древнейший из описанных межгосударственных мирных договоров.
Империи возникали путём установления суверенитета центральных племён над завоёванными прилежащими областями (гегемония), так возникла первая в мире империя Саргона Аккадского в Месопотамии (правил в 2316—2261 годах до н. э.), Араратское-Ванское царство (IX — VII века до н. э.), Новоассирийская империя (750—620 года до н. э.), Держава Ахеменидов (VI век до н. э.), империя Маурьев (IV век до н. э.), Китайская империя (III век до н. э.), империя Великой Армении во время правления Тиграна II (I век до н. э.), Римская империя (I век до н. э.).
Интересы империй сталкивались, как например в VIII веке н. э., когда Арабский халифат (правивший от Испании до Ирана) и Китайская империя династии Тан (правившая от Синьцзяна до Кореи) десятилетиями боролись за контроль над Центральной Азией.
Величайшей по занимаемой территории империей стала Монгольская (в XIII веке). К этому времени большинство населения Европы, Азии и Северной Африки принадлежало государствам. Существовали государства в Мексике и западной части Южной Америки. Государства контролировали всё больше территорий и населения. Последние ничейные территории, за исключением необитаемой Антарктиды, были поделены между государствами по Берлинскому договору (1878 год).

### Города и торговля
Сельское хозяйство создало и позволило сохранять избыток продовольствия, который мог поддерживать людей, напрямую не занимавшихся производством продуктов питания, что дало толчок возникновению первых городов. Они стали центрами торговли, мануфактур и политической власти практически без собственного сельскохозяйственного производства. Города представляли собой симбиоз с окружающими их сельскими поселениями, поглощая продукты сельского хозяйства и поставляя взамен ремесленные товары и разного рода военную защиту.
Развитие городов приравнивалось, как этимологически, так и фактически, к росту влияния цивилизаций, при этом повышался их социальный и экономический уровень.
Цивилизации шумеров, древнего Египта и долины Инда были настолько различными, что, практически несомненно, возникли независимо друг от друга. В этот период, следуя потребностям городов, возникли письменность и обширная торговля.
В Китае первые городские сообщества могли возникнуть около 2500 лет до н. э., но первые идентифицированные археологами города появились при династии Шан. Во 2-м тысячелетии до н. э. возникли цивилизации на Крите, в материковой Греции и центральной Турции.
Великие американские цивилизации — Майя, Моче и Наска — возникли в Мезоамерике и Перу в конце 1-го тысячелетия до н. э.
Впервые в мире чеканка монет была начата около 625 года до н. э. в Лидии (западная Анатолия в современной Турции).
Торговые пути возникли в Восточном Средиземноморье в 4-м тысячелетии до н. э. Первые протяжённые торговые маршруты появились в 3-м тысячелетии до н. э., когда шумеры в Месопотамии начали торговлю с древнеиндийской цивилизацией. Великий шёлковый путь между Китаем и Сирией возник во II-м веке до н. э. Города Центральной Азии и Персидской империи стали огромными перекрёстками этих торговых маршрутов.
Финикийская и древнегреческая цивилизации основали торгово-ориентированные империи в средиземноморском бассейне в 1-м тысячелетии до н. э. В конце 1 — начале 2-го тысячелетия н. э. арабы доминировали на торговых маршрутах Индийского океана, Восточной Азии и Сахары. В конце 1-го тысячелетия в торговле Средиземноморья доминировали арабы и евреи. В начале 2-го тысячелетия итальянцы перехватили эту роль. Фламандские и немецкие города стали центрами торговых маршрутов в Северной Европе. Все крупные города развились на перекрёстках торговых маршрутов.

### Религия и философия
Новые философские воззрения и верования возникали как на Востоке, так и на Западе, особенно в VI веке до н. э. В это время в мире развилось множество религий, самыми ранними из крупнейших стали индуизм и буддизм в Индии, зороастризм в Персии. Зарождение иудаизма положило начало авраамическим религиям.
На Востоке возникли крупные школы философской мысли, среди них до нынешних дней доминируют
китайские мыслители. Широко известны даосизм, легизм и конфуцианство, последняя традиция остаётся преобладающей. Последователи Конфуция ищут политическую мораль не в силе закона, а в силе примера и традиций.
На Западе древнегреческая философская традиция была представлена школами Платона и Аристотеля. Она проникла из Европы на Средний Восток в IV веке до н. э. в ходе завоеваний Александра Македонского.

### Древние цивилизации
В последних столетиях до новой эры Средиземное море, реки Ганг и Хуанхэ стали естественными границами империй.
В Индии Империя Маурьев правила в самой северной части Южной Азии, в то время как Империя Пандиев — в южной части Индии.
В Китае династии Цинь и Хань расширили свои имперские владения путём политического объединения, совершенствования коммуникаций и созданием императором У-ди государственных монополий.
На западе греки создали цивилизацию, которая по мнению большинства историков стала фундаментальной культурой для современной Западной цивилизации.
Спустя несколько столетий, в III веке до н. э., римляне начали расширение своих территорий путём завоеваний и колонизации. При императоре Августе (конец I века до н. э.) Рим контролировал все земли, прилежащие к Средиземному морю.
Великие империи зависели от военной аннексии территорий и от формирования защищённых поселений, становившихся сельскохозяйственными центрами. Относительный мир, установившийся с формированием империй, стимулировал международную торговлю; особенно крупные торговые пути Средиземноморья развились ко времени эпохи эллинов.
Империи столкнулись с общими проблемами, связанными с необходимостью содержания огромных армий и центральной бюрократии. Эти издержки ложились тяжёлым бременем в основном на крестьянство, в то время как крупные землевладельцы были способны уклоняться от давления
централизованного управления. Набеги варваров на границы ускорили процессы внутреннего распада. Империя Хань скатилась к гражданской войне в 220 году н. э., её римский аналог децентрализовался и начал распадаться примерно в этот же период.
Во всех умеренных зонах Евразии, Америки и Северной Африки империи продолжали расти и распадаться.

## Средневековье
Постепенный распад Римской империи, растянувшийся на несколько столетий (после II века н. э.) совпал с распространением христианства на запад из Ближнего Востока. Западная Римская империя пала под натиском германских племён 4 сентября 476 года . Вместо неё возникло несколько непримиримых государств, так или иначе связанных с Римско-католической церковью. В 1054 году произошла схизма, разделившая церковь на Римско-католическую и Православную церковь. Оставшаяся часть Римской империи в восточном Средиземноморье превратилась в дальнейшем в Византийскую империю. Столетия спустя ограниченное объединение в Западной Европе смогло восстановиться путём создания Священной Римской империи в 962 году, включавшей несколько государств на территории современных Германии, Италии, Нидерланд, Бельгии, Швейцарии, Австрии. Незадолго до этого, в 800 году, возникла Каролингская империя, на территории современной Франции, которая просуществовала до 843 года. Начавшиеся в 1096 году Крестовые походы были неудачной попыткой западных христиан восстановить контроль над Святой землёй захваченной мусульманами. В 1346-1353 годах по всей Европе прокатилась эпидемия чумы, Чёрная смерть, унёсшая жизни от 30 % до 60 % населения Европы. В 1337 году началась Столетняя война, которая длилась до 1453 года и оказала огромное влияние на военное дело. В XVI веке началось массовое религиозное и общественно-политическое движение — Реформация, направленное на реформирование Церкви под предлогом её возврата к истокам. Помимо религиозных, Реформация также включала в себя политические, экономические и культурные аспекты.
В Китае династии также росли и приходили в упадок. После падения Восточной Династии Хань и наступления эпохи Троецарствия племена кочевников с севера в IV веке н. э. начали захватывать территории и, в конечном счёте, завоевали весь Северный Китай, образовав множество мелких царств. Династия Суй воссоединила Китай в 581 году, и в годы правления Династии Тан (618—907 годы) Китай вступил в свой второй «золотой век». Крестьянство Китая было свободным, могло продавать свою продукцию и активно участвовать в рынке. Сельское хозяйство было высоко продуктивным, а китайское общество было высоко урбанизированным. Страна была технологически развитой, обладая монополиями производства чугуна, конструкции поршневых мехов, висячих мостов, технологии печати и изготовления компасов. Династия Тан также распалась, однако, после полувека беспорядка Династия Сун вновь объединила Китай в 982 году, до тех пор, пока давление северных империй кочевников не стало непрерывным. Северный Китай был потерян при Династии Цинь в 1141 году, а к 1279 году Монгольская империя завоевала весь Китай, как и почти всю Евразию, исключая только центральную и Западную Европу, а также Японию.
В то же время в северной Индии правила Империя Гупта. В южной Индии возникли три выдающихся королевства дравидов: Черов, Чола и империя Пандьев. Наступившая затем стабильность возвестила о наступлении «золотого века» культуры индусов (IV—V века н. э.)

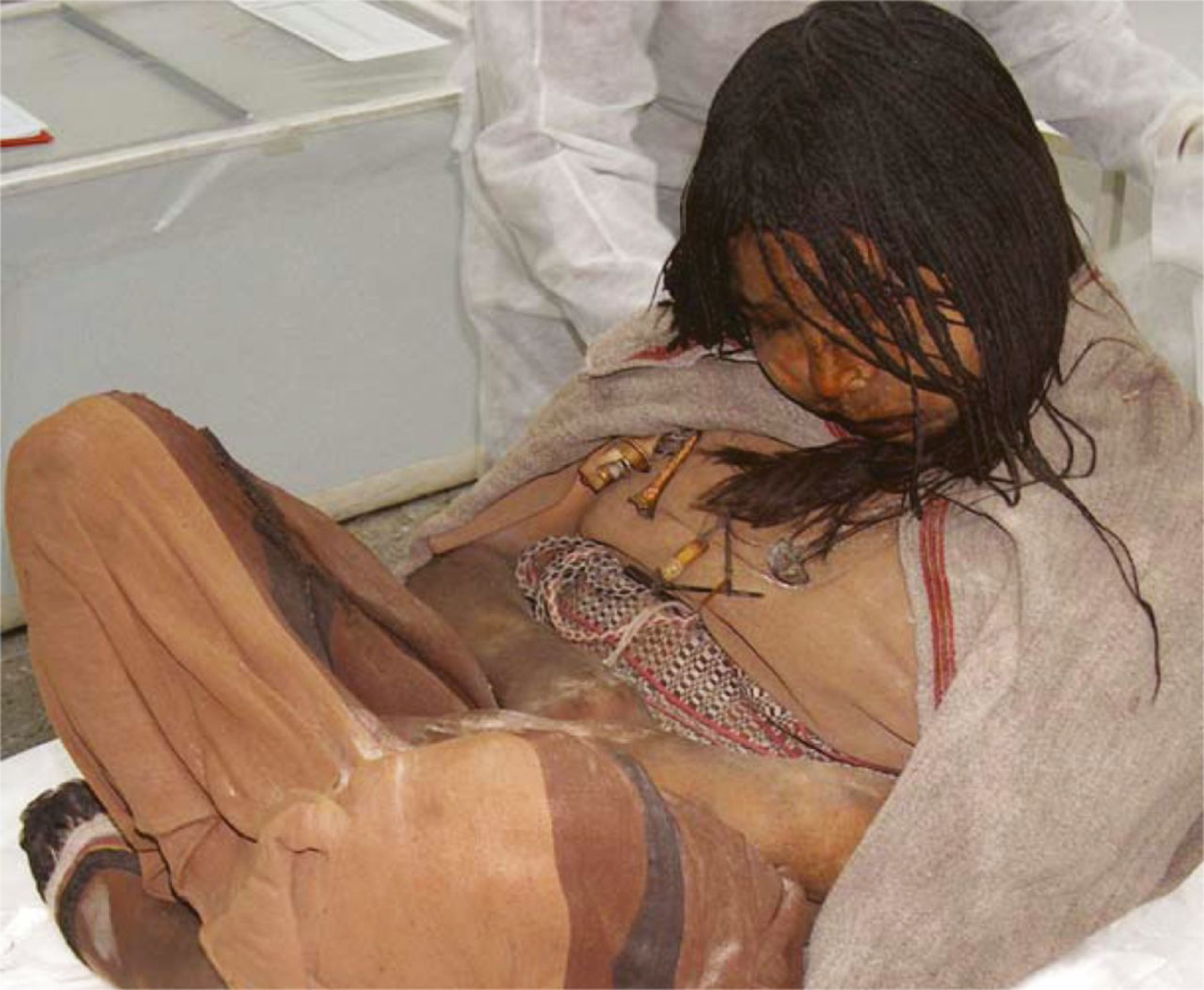
Мумия Инка.

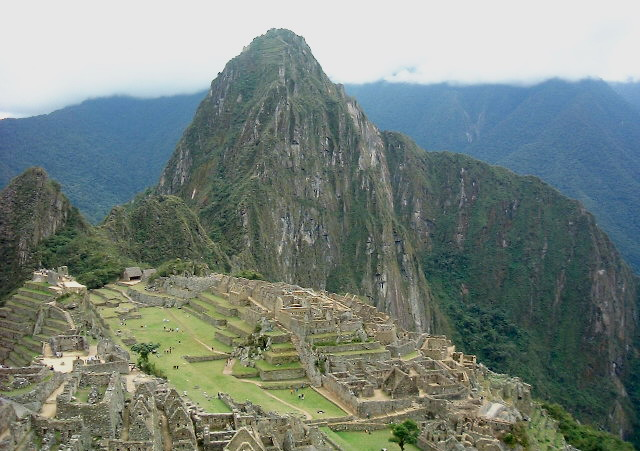
Мачу Пикчу — «Потерянный город Инков» — стал самым узнаваемым символом цивилизации Инков.

В то же время в Центральной Америке обширные сообщества также начали развиваться, наиболее значимые из них — цивилизация майя и ацтеков в Мезоамерике. С постепенным упадком материнской культуры ольмеков росло количество и влияние больших городов-государств майя, их культура распространилась по всему Юкатану и прилежащим областям. Поздняя империя ацтеков была построена на соседних культурах под влиянием завоёванных народов, таких как тольтеки.
В Южной Америке в XIV—XV веках наступил расцвет инков. Империя инков со столицей в Куско, простиравшаяся на все Анды, была процветающей и развитой технологически, известны прекрасная дорожная система инков и великолепное искусство каменщиков.
Ислам, возникший в VII веке в Аравии, стал также одной из значительных сил в истории, пройдя путь от массы приверженцев до основания нескольких империй на просторах Среднего Востока, Северной Африки, Центральной Азии, Индии и современной Индонезии.
В Северо-Восточной Африке: Нубия и Эфиопия остались христианскими анклавами, в то время как остальная Африка севернее экватора приняла ислам. С исламом пришли новые технологии, которые впервые сделали надёжной торговлю через Сахару. Налоги от обложения этой торговли принесли процветание в Северную Африку и позволили развиться нескольким королевствам в Сахеле.
Этот период всемирной истории был отмечен медленным, но устойчивым развитием технологий, такими важными изобретениями, как стремя и отвальный плуг, переживших несколько веков. В некоторых регионах были, однако, и периоды быстрого технологического развития. Возможно, самый важный — период эллинизма в Средиземноморье, когда были открыты сотни новых технологий. За такими периодами следовал технологический упадок, например, при падении Римской империи и последующем раннем Средневековье.

## Новое время

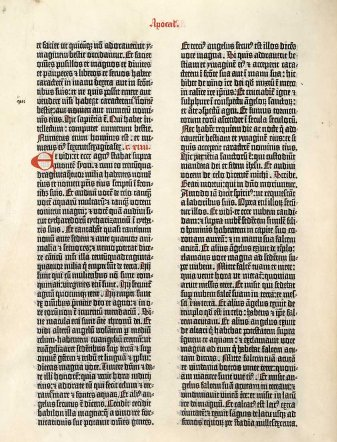
Изобретение наборного шрифта для печатного станка в 1450 году в Германии было названо журналом «Life» событием № 1 в сотне величайших событий тысячелетия. По некоторым оценкам менее чем за 50 лет после выхода первой Библии, напечатанной в 1455 году, было выпущено более 9 млн книг.

Почти все аграрные цивилизации были существенно ограничены их окружающей средой. Производительность труда оставалась низкой, климатические изменения легко провоцировали циклы экономических бумов и спадов, которые приносили развитие и упадок цивилизациям. Со времён Римской Империи и до XVI века среднемировой уровень жизни снизился на 10 %, особенно пострадал в экономическом плане Ближне-Восточный Регион.
Однако приблизительно к 1500 году произошло качественное изменение во всемирной истории. Технологический прорыв и благосостояние порождённое торговлей, постепенно привели к расширению возможностей. Задолго до XVI века некоторые цивилизации сформировали развитые общества. Древние греки и римляне образовали государства с развитыми общественными отношениями, поддерживаемые развитой денежной экономикой, с финансовыми рынками и правом частной собственности. Эти институты создали условия для постоянного накопления капитала и роста производительности труда. По некоторым оценкам, доход на душу населения в Римской Италии, одном из наиболее развитых регионов Римской империи, был сравним с аналогичным показателем развитых экономик в XVIII веке, а Македония (современная Греция) достигла показателей уровня жизни II века только в XIX веке. Наиболее развитые регионы классических цивилизаций были более урбанизированы, чем некоторые регионы раннего периода новейшей истории. Однако эти цивилизации постепенно пришли в упадок и разрушились, о причинах этого историки спорят до сих пор.
На первый взгляд европейское Возрождение, начавшееся в XIV веке, состояло в «переоткрытии» мировых научных достижений, экономическом и социальном подъёме Европы. Возрождение породило культуру «любознательного» отношения к миру, которая затем привела к гуманизму, научной революции и, наконец, великим преобразованиям промышленной революции. Однако научная революция в XVII веке не обладала немедленным воздействием на технологии; только во второй половине XVIII века научные достижения начали широко применяться в практической плоскости.
Причин тому, что Европа развилась к середине XVIII века, было две: культура предпринимательства и благосостояние, порождённое атлантической торговлей (включая работорговлю). В то время, как некоторые историки заключают, что в 1750 году производительность труда в наиболее развитых районах Китая по-прежнему соответствовала евроатлантической экономике, другие историки, как Энгас Мэддисон, придерживаются мнения, что производительность труда на душу населения в Западной Европе к позднему Средневековью превзошла аналогичный показатель всех других регионов.

Мона Лиза, Леонардо да Винчи. Одно из самых известных произведений Эпохи Возрождения и живописи в целом.

Существует множество объяснений, почему с окончанием Средневековья Европа превзошла другие цивилизации, став родиной промышленной революции и стала доминировать в мире. Макс Вебер аргументирует это следствием протестантской этики европейских рабочих, которая, по его мнению, заставляла их работать упорнее и дольше, чем другие. Другое социально-экономическое объяснение рассматривает вопрос с демографической точки зрения: Европа, со своим холостым духовенством, колониальной эмиграцией, высокой смертностью в промышленных центрах, непрерывными войнами, поздним возрастом вступления в брак сдерживала рост населения в большей степени, нежели азиатские культуры. Относительная нехватка рабочих рук требовала инвестиций прибавочной стоимости в развитие экономичных технологий, например, водяная мельница, фабричный способ производства, прядильные и ткацкие станки, паровой двигатель и грузоперевозки, а не в снабжение провиантом растущего населения.
Многие считают, что европейские институты права собственности и свободной рыночной экономики были более прочными, чем где-либо, в связи с типичными для Европы идеалами свободы. В последние годы учёные, например Кеннет Померанц, бросают вызов такому взгляду, хотя ревизионистский подход к мировой истории критикуется за систематическое умаление европейских достижений.
География Европы также могла сыграть важную роль. Средний Восток, Индия и Китай окружены горами, но территории за этими барьерами относительно равнинные. Напротив Пиренеи, Альпы, Апеннины, Карпаты и другие горные системы пересекают Европу, кроме того континент разделён северными морями. Они обеспечили Европе некоторого рода защиту от захватчиков из Центральной Азии. До эры огнестрельного оружия кочевники господствовали с военной точки зрения в аграрных государствах периферии Евразийского континента, и, если они вторгались на равнины северной Индии или в долины Китая, то остановить их было практически невозможно. Такие вторжения часто были опустошительными. Золотой век ислама закончился разграблением монголами Багдада в 1258 году, Индия и Китай подвергались периодическим вторжениям, Русь потеряла несколько столетий под татаро-монгольским игом. Центральная и Западная Европа, логистически более отдалённые от «сердца» Центральной Азии, оказались менее уязвимыми для таких угроз.
География также содействовала важным геополитическим различиям. На протяжении большей части своей истории Китай, Индия и Средний Восток были объединены единственными доминирующими силами, простиравшимися до гор и пустынь, окружающих эти государства. В 1600 году Османская империя контролировала почти весь Средний Восток, династия Мин правила Китаем, а империя Великих Моголов удерживала влияние в Индии. Напротив, Европа была почти всегда разделена на несколько воюющих государств. Панъевропейские империи, за исключением Римской империи, имели тенденцию распадаться вскоре после возникновения.
Часто говорят, что одним из источников европейского успеха была интенсивная конкуренция среди европейских государств. В других регионах устойчивость была часто более важным приоритетом, чем развитие. Развитие Китая как морской державы было остановлено при династии Мин запретом на морскую торговлю. В Европе из-за политических разногласий комплексный запрет такого рода был невозможен; государство, принявшее такое решение, быстро отстало бы от своих конкурентов.
Другим несомненно важным географическим фактором возвышения Европы было Средиземное море, которое в течение тысячелетий функционировало как морская магистраль, способствуя обмену товарами, людьми, идеями и открытиями.
В отличие от Европы в тропических странах до сих пор широко распространены тропические болезни и паразиты, истощающие силу и здоровье людей, их животных и посевов. Они являются социально-дезорганизующим фактором, препятствующим прогрессу.

### Возвышение Европы

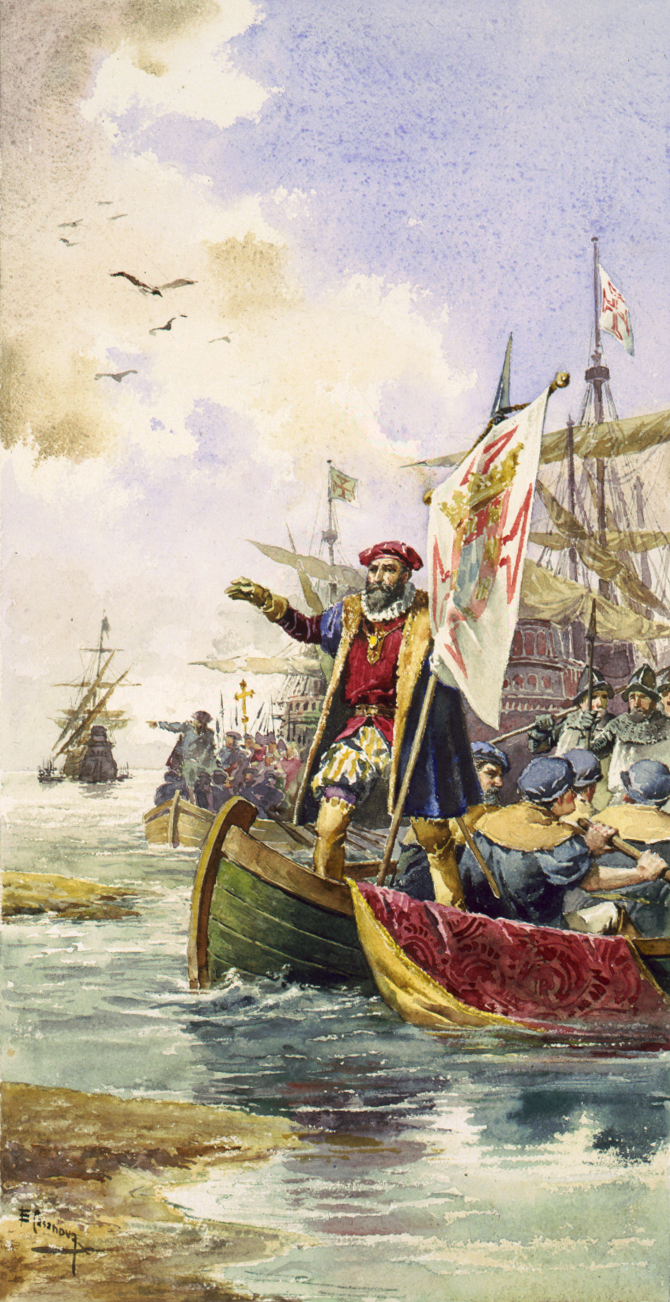
Путешествие Васко да Гама в Индию за пряностями в конце XV — начале XVI веков.

В XIV веке в Италии, а затем и всей Европе наступила эпоха Возрождения. Некоторые современные учёные задаются вопросом: действительно ли расцвет искусств и идей гуманизма принёс пользу науке, или важным оказалось слияние накопленных знаний арабской и европейской культур. Одним из важнейших открытий стало создание каравелл, в которых комбинировались арабские треугольные и европейские прямые паруса. Каравеллы стали первыми судами, способными безопасно пересекать Атлантический океан. Наряду с важными разработками в области навигации эта технология позволила Христофору Колумбу в 1492 году переплыть через Атлантический океан и связать Африку и Евразию с Америкой.
Это событие имело драматические последствия для всех трёх континентов. Европейцы принесли с собой вирусные заболевания, с которыми коренные американцы никогда не сталкивались. Значительная их часть погибла в ходе ряда опустошительных эпидемий. Европейцы, используя лошадей, сталь и огнестрельное оружие, имели технологическое преимущество, способствовавшее им в победе над государствами ацтеков и инков, а также североамериканскими культурами.
Золото и ресурсы подстёгивали людей оставлять свои родные земли и эмигрировать из Европы в Америку. Для удовлетворения спроса на рабочую силу в новых колониях начался массовый ввоз рабов из Африки. Вскоре в Америке появился огромный монорасовый слой общества — рабы. А в Западной Африке возник ряд развивающихся государств на т. н. Невольничьем береге, добившихся процветания на эксплуатации центральноафриканских народов.

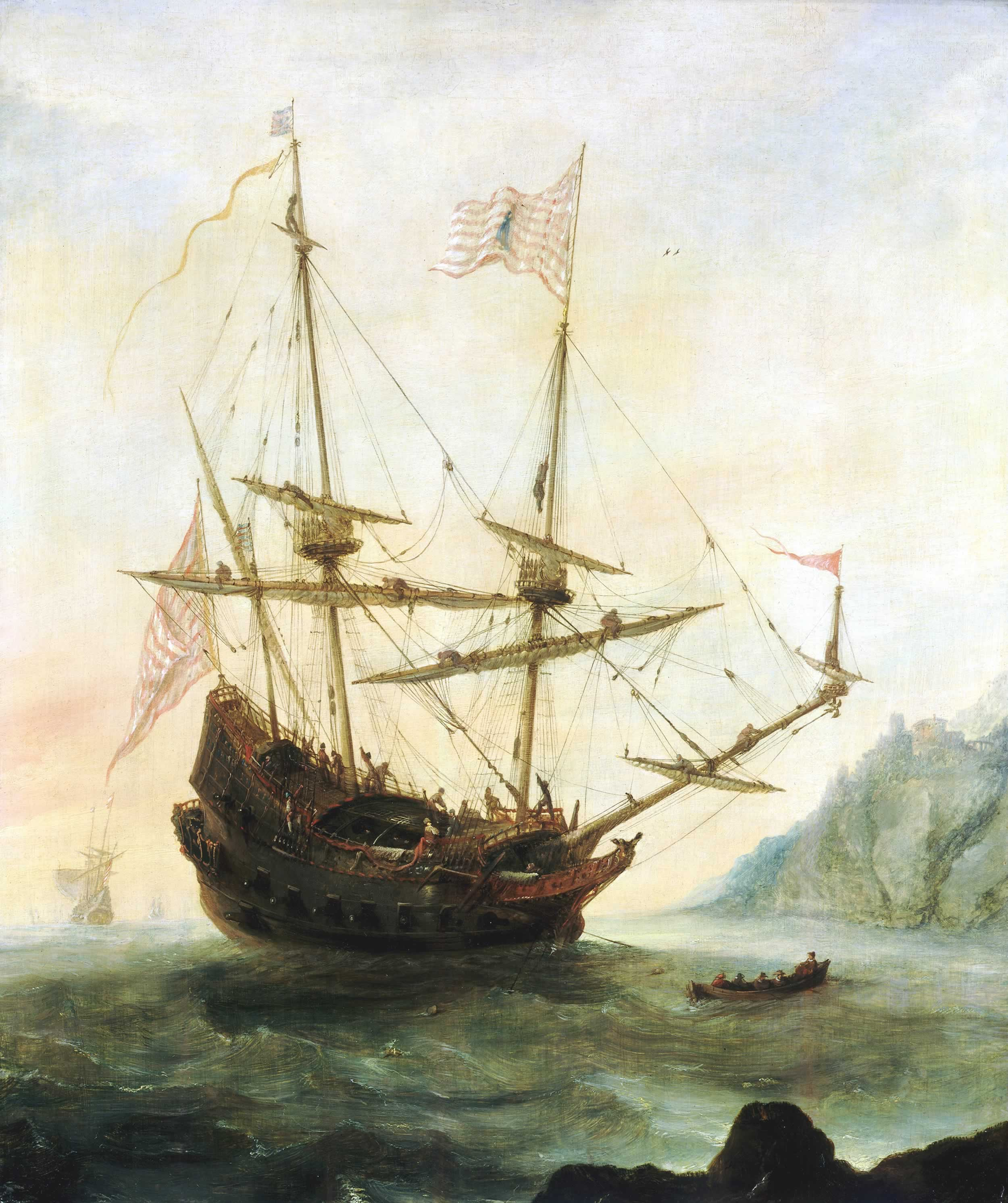
Санта Мария на якоре. Художник Андриес ван Эртвельт, около 1628 года. Самая известная каракка Христофора Колумба.

Наибольший вклад в морскую экспансию Европы вполне закономерно, в соответствии с географией континента, внесли прибрежные государства: Португалия, Испания, Англия, Франция, Нидерланды. Португальская и Испанская империи сначала были преобладающими завоевателями и источниками влияния, но вскоре более северные Английская, Французская и Голландская начали доминировать на Атлантике. В серии войн, разразившихся в XVII—XVIII веках, кульминацией которых были Наполеоновские войны, Великобритания утвердилась как первая мировая держава, которая охватила весь земной шар, управляя, на своём пике, приблизительно одной четвертью его поверхности (в этот период она получила название «империя незаходящего солнца»).
Путешествия адмирала Чжэн Хэ были остановлены при династии Мин, установившейся после изгнания монголов. Китайская торговая революция, иногда называемая «начальным капитализмом», была также прервана. Династия Мин в конечном счёте пала под натиском маньчжуров, чья династия Цин пережила сначала период спокойствия и процветания, но затем пала жертвой посягательств Запада.
Вскоре после завоевания Америки европейцы также доказали своё технологическое преимущество над народами Азии. В начале XIX века Великобритания контролировала полуостров Индостан, Египет и Малайский полуостров; французы владели Индокитаем; голландцы оккупировали Индонезию. Британцы также господствовали на нескольких территориях, населённых первобытно-общинными племенами, включая Австралию, Новую Зеландию, Южную Африку; большое количество британских колонистов начало эмигрировать туда, как в Америку. К концу XIX века европейские державы «поделили» оставшиеся территории Африки.
Этот период в Европе, названный эпохой Просвещения, привёл к научной революции, которая изменила представления человека о мире и сделала возможной промышленную революцию — великую трансформацию мировой экономики. Промышленная революция началась в Великобритании с началом использования нового типа организации производства — фабричного (см. также Мануфактура), повсеместного применения поточного производства и механизации для обеспечения массового выпуска товаров с меньшими, чем прежде, временными и трудовыми затратами.
Эпоха Просвещения также привела к зарождению современных демократий в конце XVIII века в ходе Американской и Французской революций. Рост демократий оказал огромное влияние на события в мире и качество жизни. В ходе Промышленной революции мировая экономика, основанная на угле, новых видах транспорта, таких как железная дорога и пароходы, эффективно сближала мир. Между тем многократно ускорились промышленное загрязнение и разрушение окружающей среды, начавшиеся с момента открытия огня и зарождения цивилизаций.

## Новейшее время

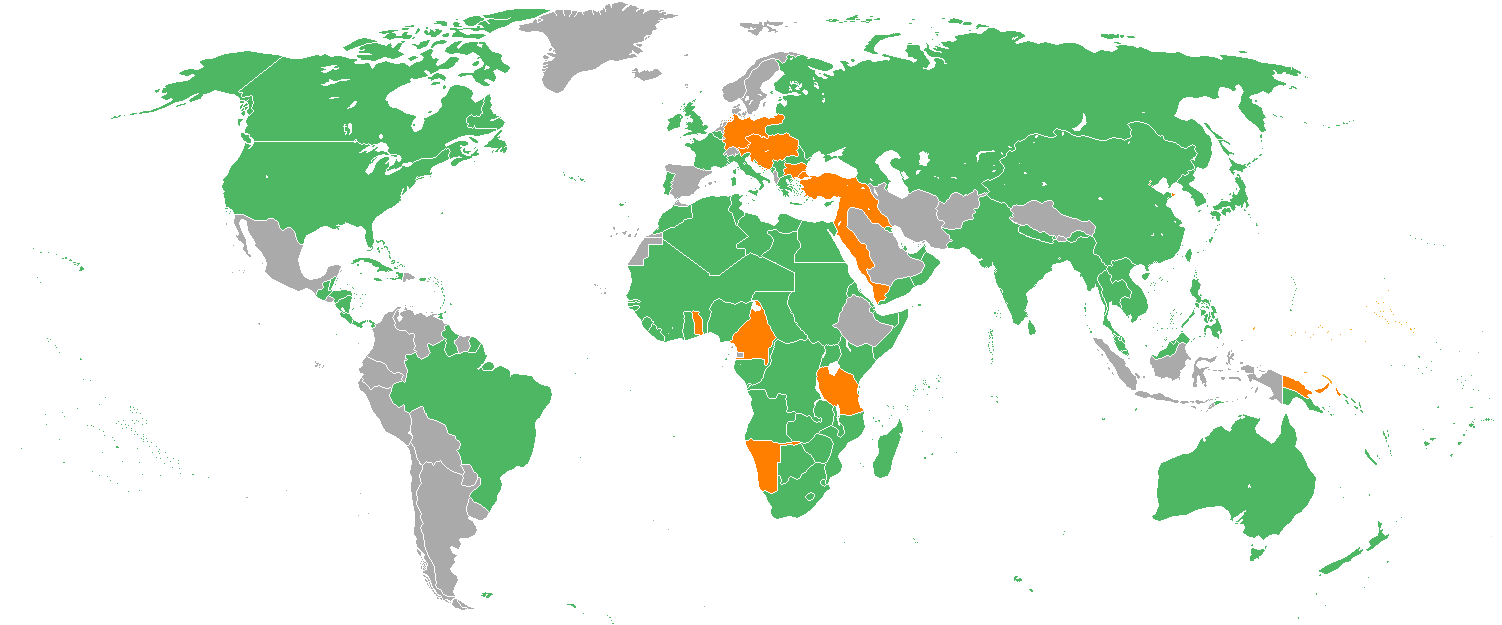
Первая мировая война между странами Антанты (зелёный цвет) и Четверного союза (оранжевый цвет) привела к концу 4 империй: Германской, Российской, Османской и Австро-Венгерской.

XX век сопровождался упадком европейского доминирования в мире в связи с опустошительными Первой и Второй мировой войнами, а также началом холодной войны между США и СССР. После окончания Второй мировой войны была образована Организация объединённых наций в утопической надежде на то, что она сможет разрешать конфликты между нациями и предотвращать будущие войны, однако даже такая организация не оправдала мечты об идеальном миропорядке. В 1991 году Советский Союз распался, оставив в одиночестве США, как государство, владеющее титулом «сверхдержава» (появилась тенденция «Пакс Американа»).
Век породил мощные светские идеологии различной политической направленности. Первая, принятая на государственном уровне после 1917 года в Советском Союзе, — коммунизм, распространилась после 1945 года в Центральной Европе, Югославии, Болгарии, Румынии, Албании, Северной Корее и Вьетнаме; в 1949 году в Китае; в 1950—1960-х годах — в ряде стран третьего мира. Противоположная крайняя идеология милитаристского фашизма в 1920—1930-х годах сформировала диктаторские режимы, контролировавшие Италию, Германию, Японию и Испанию; правая диктатура установилась в Португалии при Салазаре.

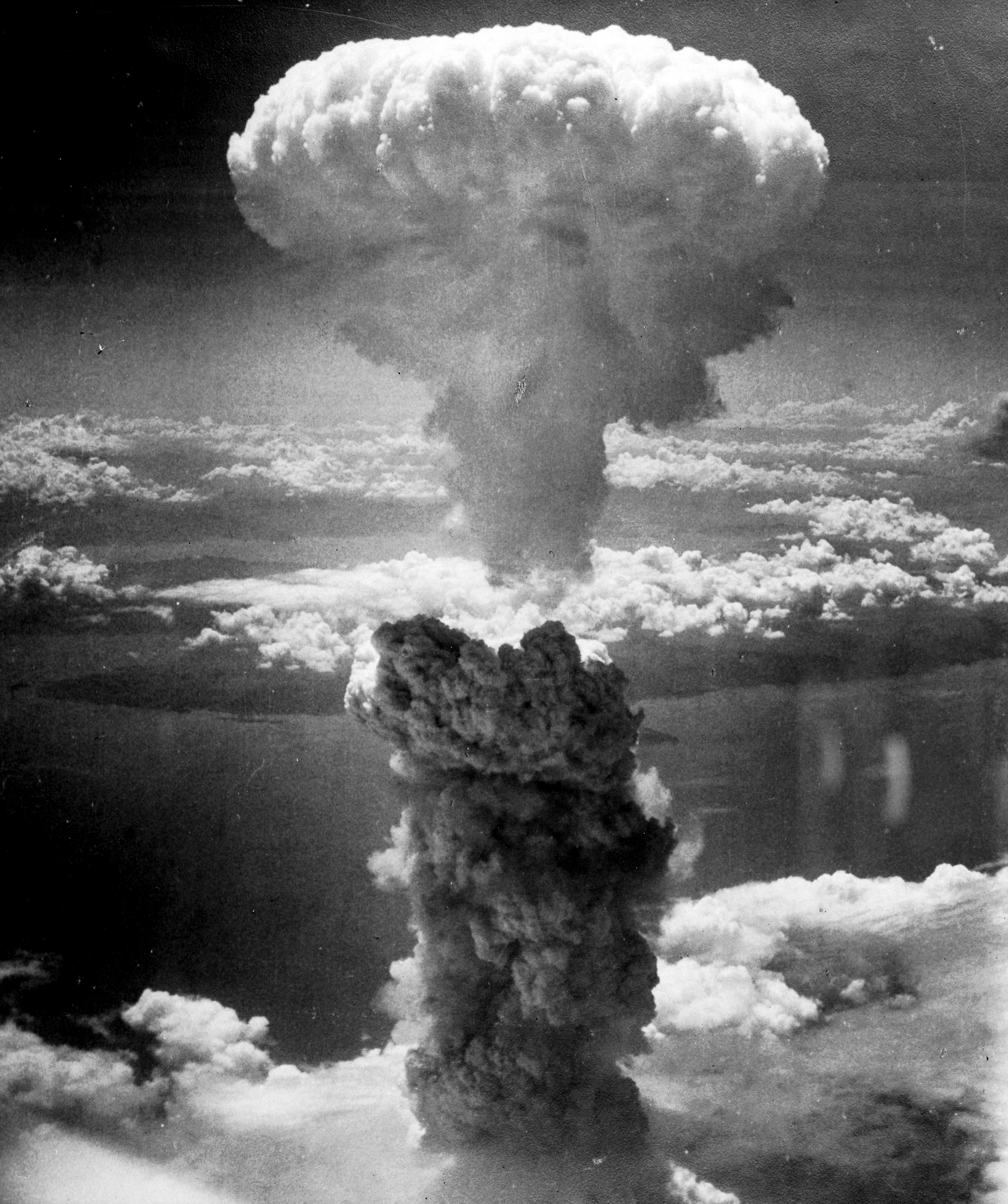
Появление ядерного оружия, впервые использованного США против Японии в 1945 году, завершило Вторую мировую войну и ознаменовало начало холодной войны.

Эти преобразования были связаны с войнами беспримерного охвата и опустошения. Первая мировая война разрушила много старых европейских империй и монархий и ослабила Францию и Великобританию. Вторая мировая война, в конечном счёте, разрушила большинство милитаристских диктатур в Европе и продвинула коммунизм в Восточную и Центральную Европу, а также в Азию. Она же привела к холодной войне — сорокалетнему противостоянию между Соединёнными Штатами, Советским Союзом и поддерживающими их альянсами. Всё человечество и высшие формы жизни были подвергнуты риску уничтожения ядерным оружием. Ядерные державы осознали риски, особенно после Карибского кризиса в 1962 году, вплотную приблизившего мир к ядерной войне. Такая война рассматривалась как невозможная, вместо прямых боевых действий велась т. н. опосредованная война за счёт стран третьего мира, оснащённых обычными видами вооружений. В ответ на военные угрозы в некоторых странах возникла популярная молодёжная контркультура 1960-х годов.
В 1991 году мир стал свидетелем распада Советского Союза, после которого часть его бывших республик вместе с Россией образовали Содружества независимых государств, а несколько других постсоветских республик устремили свои взгляды в сторону Западной Европы и Европейского союза.
Коллапс коммунистических государств с некоторым опозданием нашёл отражение в капиталистическом мире в виде ускорения свободной торговли и «глобализации» конца XX века, которые привели к росту задолженности США Китаю; переводу американских производств в страны с дешёвой рабочей силой в ущерб собственным рабочим (аутсорсинг). Вырос внешний и внутренний государственный долг США, суля недоброе в долгосрочной перспективе для экономики, дипломатического и геополитического положения этой страны в мире.
Этот же век принёс невиданный прогресс в технологии, значительный рост продолжительности жизни и повышение жизненных стандартов для большей части человечества. Мировая экономика переключилась с угля на нефть. Новые коммуникационные и транспортные технологии сделали мир более «тесным». Технологическое развитие также внесло свой вклад в загрязнение окружающей среды. Поскольку мировые запасы нефти приближаются к своему истощению (считается, что их хватит не более чем на несколько десятилетий), конкуренция за обладание сокращающимися ресурсами обострила продолжительные конфликты на Среднем Востоке и в некоторых других регионах.

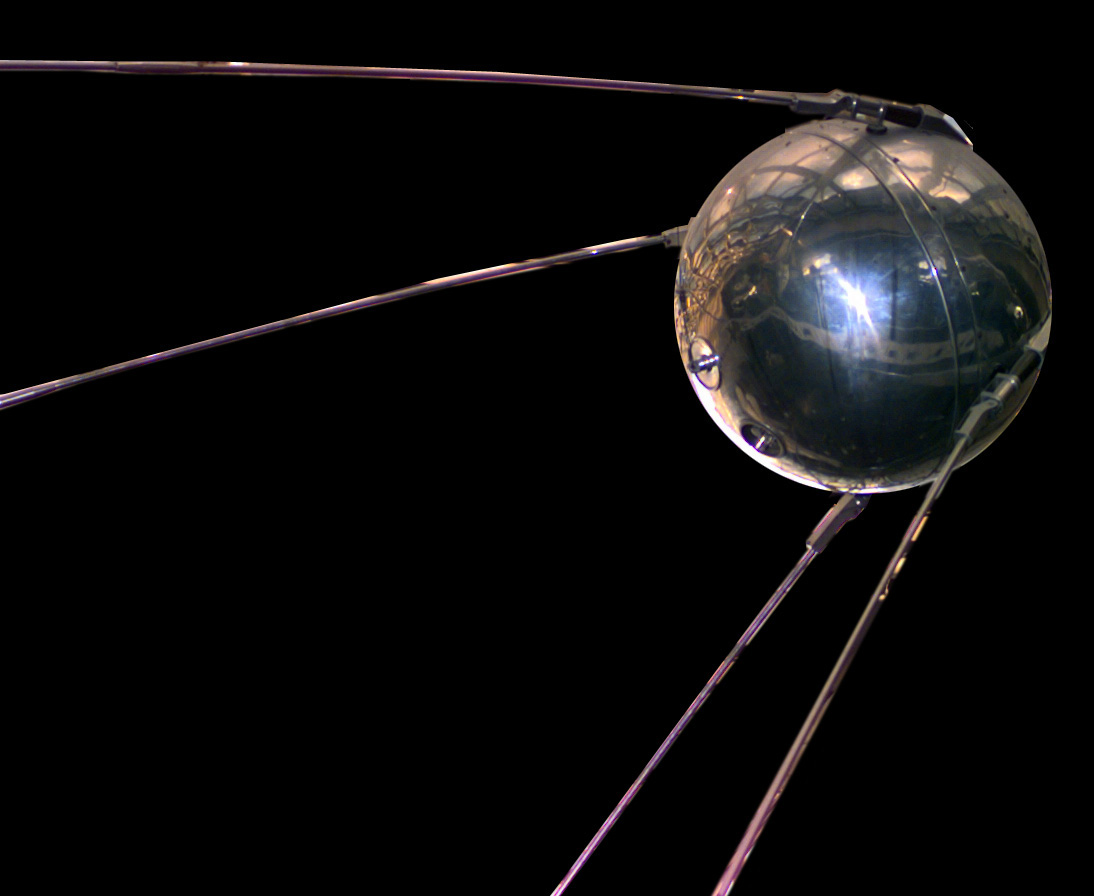
Запуск Советским Союзом первого в мире искусственного спутника Земли ознаменовал собой начало космической эры человечества.

Вторая половина XX века стала эпохой информации и глобализации: резко возрос торговый и культурный обмен; исследования космоса вышли за пределы Солнечной системы; была открыта структура ДНК, созданы антибиотики, разработаны генетически модифицированные организмы, с секвенированием генома человека и других животных связывают надежды на прорыв в области лечения множества заболеваний. Количество научных статей, публикуемых сейчас ежегодно, существенно превосходит общее число опубликованных до 1900 года и удваивается приблизительно каждые 15 лет. Доля грамотного населения продолжает возрастать. Вместе с тем, доля общества, вынужденная заниматься сельскохозяйственным производством, в глобальном общественном трудовом фонде продолжает существенно сокращаться.
В тот же период появились перспективы заката истории человечества, ускоряемого неуправляемыми глобальными угрозами, такими как: распространение ядерных вооружений, парниковый эффект и другие формы разрушения окружающей среды, международные конфликты, вызываемые истощением природных ресурсов, быстро распространяющиеся эпидемии (например, ВИЧ) и, наконец, опасность пролетающих близко от Земли астероидов и комет.
В конце XX — начале XXI века мир, всё в большей степени взаимозависимый, столкнулся с угрозой, которая может быть предотвращена только общими усилиями. Некоторые учёные связывают её с переходом к планетарной фазе цивилизации. Всё больше и больше кажется, что мир должен либо исчезнуть, либо выжить как единое целое. В этом убеждает отчёт Штерна от 30 октября 2006 года, предупреждающий об угрозе глобального потепления и быстрых изменениях климата. В исторической эскалации угроз локализованные междоусобные и международные конфликты начинают вытесняться общей угрозой для всего человечества — глобальным конфликтом человечества с окружающей средой.
Тем не менее, в 2020 году, весь мир начинает бороться с распространением инфекции COVID-19, появившийся в декабре 2019 года. По данным ВОЗ, первая вспышка заражения вирусом была зафиксирована в китайском городе Ухань, после, за менее чем полгода, вирус распространился на все континенты Земли.
Глобальная угроза, которую сулит разрушение окружающей среды и истощение материальных и энергетических ресурсов, была не первым материально-энергетическим кризисом, с которым столкнулся мир. Один из более ранних был инициирован обезлесением Британии, в результате вырубки лесов для производства древесного угля, необходимого при выплавке железа. Тот же кризис привёл к открытию процесса коксования угля, который содействовал началу промышленной революции в XIX веке.
В начале XXI века мир оказался на пороге создания «технологий будущего», стало возможным использование андроидов, беспилотных автомобилей, 3D-принтеров и других проектов.